# Ogíjares
Ogíjares è un comune spagnolo di 9 838 abitanti situato nella comunità autonoma dell'Andalusia.